# Adriana Partimpim
Adriana Partimpim é o sexto álbum de estúdio e o primeiro infantil da cantora e compositora Adriana Calcanhotto como Adriana Partimpim. O álbum recebeu um disco de ouro (o que significa que vendeu mais de 100 mil cópias no país). Foi idealizado para as crianças, no qual Adriana Calcanhotto usa o heterônimo de Adriana Partimpim, alcunha que tinha na infância, dada pelo pai.
| Críticas profissionais                                                      | Críticas profissionais |
| Avaliações da crítica                                                       | Avaliações da crítica  |
| Fonte                                                                       | Avaliação              |
| --------------------------------------------------------------------------- | ---------------------- |
| All Music                                                                   | [ 2 ]                  |
| Esta tabela precisa de ser acompanhada por texto em prosa. Consulte o guia. |                        |

## Lista de faixas
| N.º | Título                      | Compositor(es)                             | Duração |  |
| 1.  | "Lição de Baião"            | Daniel Marechal Jadir de Castro            | 03:16   |  |
| 2.  | "Oito Anos"                 | Dunga Paula Toller                         | 03:08   |  |
| 3.  | "Lig-Lig-Lig-Lé"            | Oswaldo Santiago Paulo Barbosa             | 02:38   |  |
| 4.  | "Fico Assim Sem Você"       | Abdullah Cacá Moraes                       | 03:08   |  |
| 5.  | "Canção da Falsa Tartaruga" | Augusto de Campos Cid Campos Lewis Carroll | 04:07   |  |
| 6.  | "Formiga Bossa Nova"        | Alain Oulman Alexandre O'Neill             | 02:28   |  |
| 7.  | "Ciranda da Bailarina"      | Chico Buarque Edu Lobo                     | 02:49   |  |
| 8.  | "Ser de Sagitário"          | Péricles Cavalcanti                        | 03:03   |  |
| 9.  | "Borboleta"                 | Domênico Lancellotti                       | 02:30   |  |
| 10. | "Saiba"                     | Arnaldo Antunes                            | 03:01   |  |